# St. Dominikus (Niederhausen)

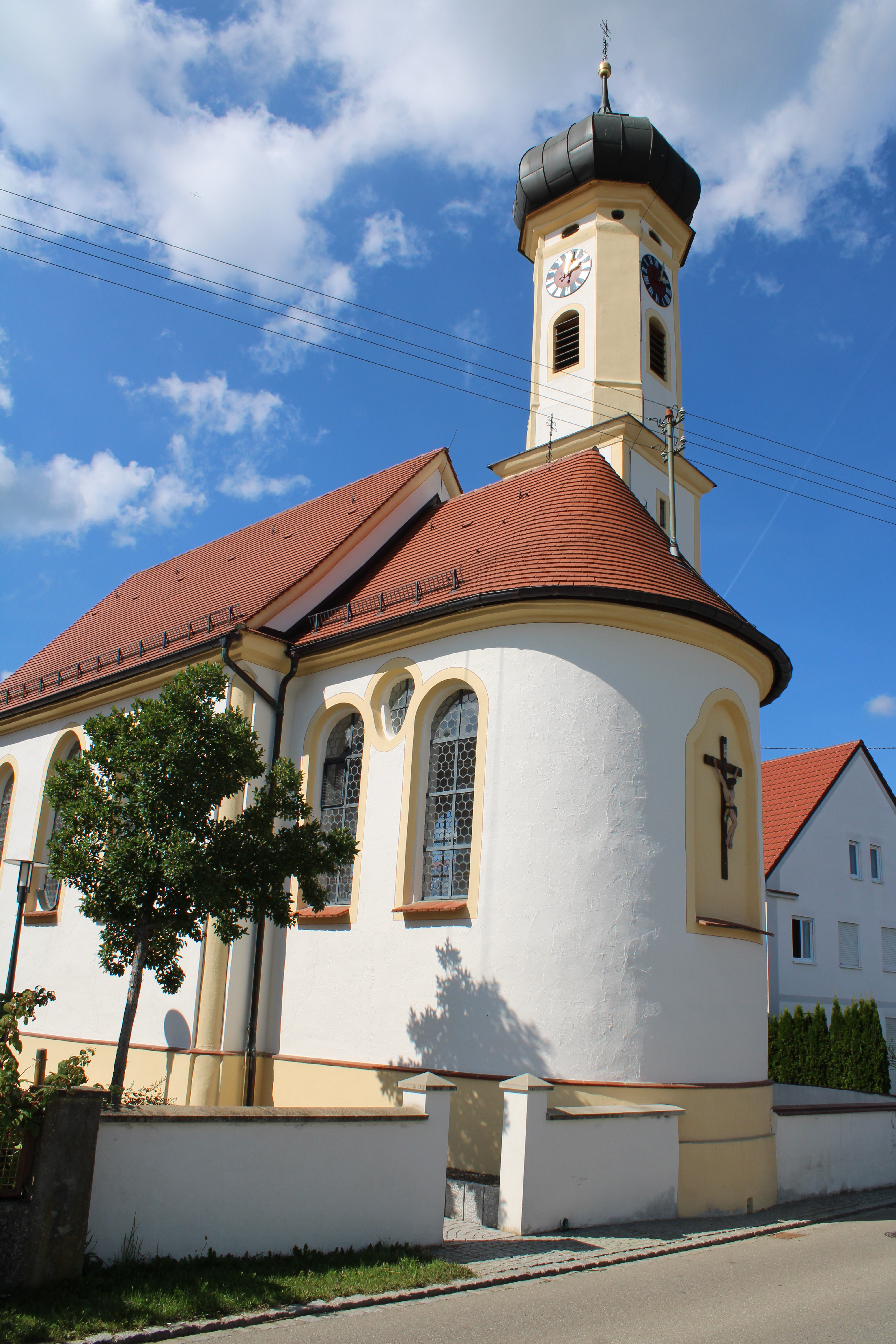
St. Dominikus in Niederhausen

Die römisch-katholische Filialkirche St. Dominikus steht in Niederhausen, einem Gemeindeteil des Marktes Pfaffenhofen an der Roth im schwäbischen Landkreis Neu-Ulm in Bayern. Das denkmalgeschützte Bauwerk ist in der Liste der Baudenkmäler in Pfaffenhofen an der Roth  unter der Nr. D-7-75-143-25 eingetragen. Die Kirche gehört zum Dekanat Neu-Ulm des Bistums Augsburg.

## Beschreibung
Der Entwurf der um 1750/60 erbauten Saalkirche wird Johann Georg Hitzelberger zugeschrieben. Sie besteht aus einem Langhaus, einem eingezogenen, halbrund geschlossenen Chor im Osten und einem Chorflankenturm auf quadratischem Grundriss an der Nordwand des Chors. Der Chorflankenturm wurde mit einem achteckigen Geschoss, das die Turmuhr und den Glockenstuhl mit zwei Glocken beherbergt, aufgestockt und mit einer Zwiebelhaube bedeckt. Die Fresken im Innenraum wurden 1760 von Franz Martin Kuen gestaltet. Auf dem Altarretabel des 1765 gebauten Hochaltars sind Dominikus und eine Schutzmantelmadonna dargestellt. Über dem Chorbogen befindet sich eine Kartusche mit dem Wappen der Fugger von Kirchberg. Aus dem Umkreis von Ferdinand Luidl stammen die Statuen des Antonius von Padua und des Leonhard von Limoges.